# Bernard Ballet
Pour les articles homonymes, voir Ballet (homonymie).
Bernard Ballet, né le 9 janvier 1941 à Saint-Germain-des-Fossés et mort le 17 février 2022 à Paris 13e, est un acteur et metteur en scène français.

## Biographie
Bernard Ballet naît 9 janvier 1941 à Saint-Germain-des-Fossés au sein d'une famille nombreuse. Souhaitant devenir architecte, il étudie aux Beaux-Arts, mais se fait renvoyer de l'école.
Alors qu'il passe un jour par hasard devant le Conservatoire de Lyon, il remarque un éphèbe de Michel-Ange haut de 2 m qui attire sa curiosité. Il entre alors dans le Conservatoire, et remarque une affiche consacrée à des cours d'art dramatique, auxquels il s'inscrit pour ne pas avoir l'air d'être entré pour rien. Quelques semaines plus tard, il rencontre le metteur en scène Marcel Maréchal, qui lui propose de remplacer un acteur malade au sein de sa « Compagnie du Cothurne ». Bernard Ballet accepte, et reste comme doublure-régisseur-décorateur après la guérison de l'acteur.
À partir de l'année 1962, et jusqu'aux années 1980, Bernard Ballet joue exclusivement dans des pièces de Marcel Maréchal (Molière, Brecht, Shakespeare...), où il est non seulement comédien, mais également adaptateur, assistant et scénographe, apprenant à maîtriser les lumières et le son. Il s'essaie également à la mise en scène avec des pièces de Jean Vauthier et de Valère Novarina. Il travaille par la suite avec des metteurs en scène différents, dont Lorca, Bondy, Fall, Françon, Savary ou encore Beaunesne.
Il prend également le chemin des plateaux télé et du cinéma, où il joue des dizaines de rôles.
Se faisant plus rare au théâtre durant les dernières années de sa vie, il joue néanmoins pour Marion Bierry dans Les Peintres au charbon de Lee Hall, ou pour Irène Bonnaud dans Soleil couchant d'Isaac Babel.
Bernard Ballet décède à l'âge de 81 ans le 17 février 2022 des suites d'une longue maladie.

## Filmographie partielle

### Cinéma

#### Longs métrages
- 2006 : Du jour au lendemain de Philippe Le Guay : M. Mercier
- 2002 : Adolphe de Benoît Jacquot : Le préfet
- 2002 : Un monde presque paisible de Michel Deville de Wasserman
- 2001 : Trois huit de Philippe Le Guay : Franck
- 2001 : On appelle ça... le printemps d'Hervé Le Roux :  Claude
- 1999 : Un chat dans la gorge de Jacques Otmezguine : Neucepas
- 1998 : La vie ne me fait pas peur de Noémie Lvovsky
- 1995 : L'Année Juliette de Philippe Le Guay
- 1994 : Au petit Marguery de Laurent Bénégui : L'ami
- 1993 : La Naissance de l'amour de Philippe Garrel : Le comédien de 'Cercle de craie Caucasien'
- 1992 : À demain de Didier Martiny : le concierge
- 1992 : L'Instinct de l'ange de Richard Dembo : Pechereau
- 1992 : Grand Bonheur d'Hervé Le Roux : Georges
- 1991 : La Vie des morts d'Arnaud Desplechin : Édouard Mac Gillis
- 1991 : La Révolte des enfants de Gérard Poitou-Weber : Le garde chiourme
- 1990 :  Uranus de Claude Berri et Arlette Langmann : le capitaine

#### Court métrage
- 1992 : À table de Franck Landron

### Télévision
- 2017 : Capitaine Marleau - épisode A ciel ouvert (série télévisée) : Bernard Raguenes
- 2013 : Louis la brocante - épisode : Louis et le troisième larron (série télévisée) : le frère Luc
- 2008 : La mort n'oublie personne, téléfilm de Laurent Heynemann : Raymond Lebreucq
- 2006 : L'État de Grace - 6 épisodes (mini série ) : Benjamin
- 2005 : P.J. - épisode : Délivrance (série TV) : Paul Quignard
- 2005 : Les Enquêtes d'Éloïse Rome - épisode : Cinq de cœur (série télévisée) : Roger Bolloret
- 2004 : Nos vies rêvées, téléfilm de Fabrice Cazeneuve : Edmond
- 2003 : L'Amour au soleil, téléfilm de Bruno Bontzolakis : Lucien
- 2002 : Le Camarguais - épisode : Deux sons de cloche (série TV) : Victor Pelegrini
- 1999 : Fleurs de sel, téléfilm d'Arnaud Sélignac : Lucien Bernon
- 1997 : Julie Lescaut - épisode : Week-end : Le Prantier
- 1997 : Julie Lescaut, épisode 2 saison 6, Travail fantôme d'Alain Wermus : Max Pastor
- 1996 : Dans un grand vent de fleurs - épisode n° 1.4 et n° 1.2 :  (mini-série TV) : Marli
- 1995 : Julie Lescaut, épisode 2, saison 4 : Week-end, de Marion Sarraut — Le Franter
- 1995 : La Rivière Espérance (série télévisée) de Josée Dayan
- 1991 : Les Caquets de l'accouchée, téléfilm d'Hervé Baslé : le mari
- 1982 : A toute allure, téléfilm de Robert Kramer : Félix
- 1981 : Nous te mari-e-rons de Jacques Fansten : le journaliste